# Cookbook
Un cookbook - letteralmente libro di ricette - in ambiente informatico indica una raccolta tematica di procedure utili (ricette) in un determinato campo. Spesso i cookbook riscuotono successo poiché trattano nel dettaglio pratiche illegali quali phreaking, sabotaggi, produzione di esplosivi, truffe o hacking.
Sono noti diversi casi di gravi incidenti provocati da artificieri dilettanti mentre cercavano di preparare esplosivi sulla base di informazione trovate in un cookbook.
Spesso i cookbook hanno un funzionamento collaborativo, ossia chiunque possieda notizie e conoscenze sull'argomento citato può inviare il proprio contributo all'autore, il quale deciderà se pubblicarlo o no. Inoltre, le informazioni contenute nei cookbook sono considerate di dominio pubblico, cioè utilizzabili da chiunque, purché sia citato l'autore originale.

## Cookbook italiani famosi
In rete si possono trovare molti cookbook, i più famosi sono:
- MPC! sigla di My Personal Cookbook ! scritto da Ava666 che parla prevalentemente di phreaking, hacking ed esplosivi abbandonato dall'autore per dedicarsi a Ninfoman
- The Raven Cookbook scritto da The Raven Since'82 che tratta di esplosivi, divertimento a scuola e hacking
- SPC, acronimo di Spaghetti phreaker cookbook scritto da una crew del sito omonimo. Tratta solo di phreaking e telefonia in generale[1]
- Tecno-Knight Cookbook edito da Tecno-Knite che tratta di programmazione per computer, elettronica e anarchia a bassi livelli.

## Cookbook stranieri famosi
- Jolly Roger's Cookbook, considerato il migliore da molti autori di cookbook [senza fonte], e dal quale molti cookbooker hanno ripreso idee e temi. Tratta quasi esclusivamente di ordigni, anche potenzialmente letali. [2]